# Mbette
Mbette ou Mbete est un village de la Région du Littoral au Cameroun, situé dans la commune de Manjo, sur le site Communes et villes unies du Cameroun (CVUC).

## Population et développement
En 1967, la population de Mbette était de 176 habitants, essentiellement des Manehas. Elle était de 207 lors du recensement de 2005.